# Franz Christoph von Khevenhüller-Metsch
Franz Christoph von Khevenhüller-Metsch, lieutenant-général autrichien, est né le 3 octobre 1783.
Il embrassa fort jeune la carrière des armes. Les services qu'il rendit et la bravoure dont il fit preuve en de nombreuses occasions le révélèrent rapidement aux premiers grades. Il a fait avec distinction plusieurs des grandes campagnes de l'Autriche contre la France, fut chargé de commandements importants et se fit surtout remarquer par son courage à la bataille de Wagram où il fut blessé.
Dans sa longue carrière militaire, le comte Khevenhuller s'est constamment distingué par son dévouement au service et au maintien de la discipline. Les soldats ont pour lui de l'attachement et du respect. Il a mérité et obtenu la confiance des empereurs François et Ferdinand.
Il fut nommé en 1841 colonel propriétaire du régiment d'infanterie, no 35.